# Полосатолицая сумчатая мышь
Полосатолицая сумчатая мышь (лат. Sminthopsis macroura) — вид из рода узконогих сумчатых мышей семейства хищные сумчатые. Эндемик Австралии.

## Распространение
Обитает в засушливых и полузасушливых районах внутренней части Австралии. Естественная среда обитания — туссоковые и спинифексовые луга, местности, покрытые кустарником, скалистые районы.

## Внешний вид
Длина тела с головой колеблется от 70 до 100 мм, хвоста — от 80 до 110 мм. Вес взрослой особи — от 15 до 25 г. Волосяной покров короткий, густой и мягкий. Спина буро-серого или тёмно-бурого цвета с вкраплениями светло-серого цвета. Брюхо окрашено в серовато-белый или белый цвет. По середине морды проходит тёмная продольная полоса. Морда вытянутая, заострённая. Уши большие, треугольные. Хвост длинный, слабо покрыт волосами. Как и у ряда других представителей рода у полосатолицей сумчатой мыши в хвосте присутствуют жировые отложения.

## Образ жизни
Ведут наземный, одиночный образ жизни. Активность приходится на ночь. Днём прячутся в расщелинах, трещинах в земле, а также под стволами упавших деревьев. Питаются преимущественно насекомыми, а также мелкими беспозвоночными. В случае дефицита пищи могут впадать в спячку.

## Размножение
Сумка развита хорошо. Количество сосков — 8. Период размножения приходится на июль-февраль. В течение года самка может приносить по два выводка, в котором по 1-8 детёнышей. Беременность короткая, длится около 12 дней. Детёныши отлучаются от груди примерно через 70 дней. Половая зрелость у самок наступает через 119 дней, у самцов — через 159 дней. Максимальная продолжительность жизни в неволе — 4,9 года.